# Гудвинс, Фред
Фред Гу́двинс (англ. Fred Goodwins; 26 февраля 1891 — апрель 1923) — британский и американский актёр, кинорежиссёр и сценарист, известный своим участием в фильмах Чарли Чаплина.

## Биография
Родился 26 февраля 1891 года в Лондоне.
Работал корреспондентом газеты «The New York Times», выступал в театре с Чарльзом Фроманом. В период с 1915 по 1921 год сыграл в 23 фильмах, в том числе в ряде фильмов Чарли Чаплина. Амплуа актёра — персонажи преимущественно положительные или нейтральные, часто — люди из народа.
Участник Первой мировой войны. После её окончания, в 1919 году, стал кинорежиссёром, поставил шесть драматических фильмов на своей родине — в Великобритании.
Умер от бронхита в апреле 1923 года в Лондоне.

## Фильмография

### Актёр
- 1915 — Ночь напролёт — клерк
- 1915 — Бегство в автомобиле — владелец автомобиля
- 1915 — Банк — лысый кассир / грабитель
- 1915 — Зашанхаенный — юнга
- 1915 — Вечер в мюзик-холле — зритель
- 1915 — Кармен — цыган
- 1916 — Полиция — честный проповедник / полицейский
- 1916 — Контролёр универмага — работник отдела обуви
- 1916 — Пожарный — молочник / пожарный
- 1916 — Скиталец — барабанщик / цыган
- 1916 — Обозрение творчества Чаплина в «Эссеней» — клерк

### Режиссёр
- 1919 — Артистический темперамент
- 1919 — Китайская головоломка
- 1920 — Полковник Ньюкомб, настоящий джентльмен
- 1920 — Вечно открытая дверь
- 1920 — Построй свой дом
- 1921 — Кровавые деньги

### Сценарист
- 1919 — Китайская головоломка